# شپتیفکا
شپتیفکا (به روسی: Шепетівка) شهری در استان خملنیتسکی در کشور اوکراین است. جمعیت این شهر۴۰,۸۰۲ (۲۰۲۱ تخمینی) نفر  است.

## نگارخانه

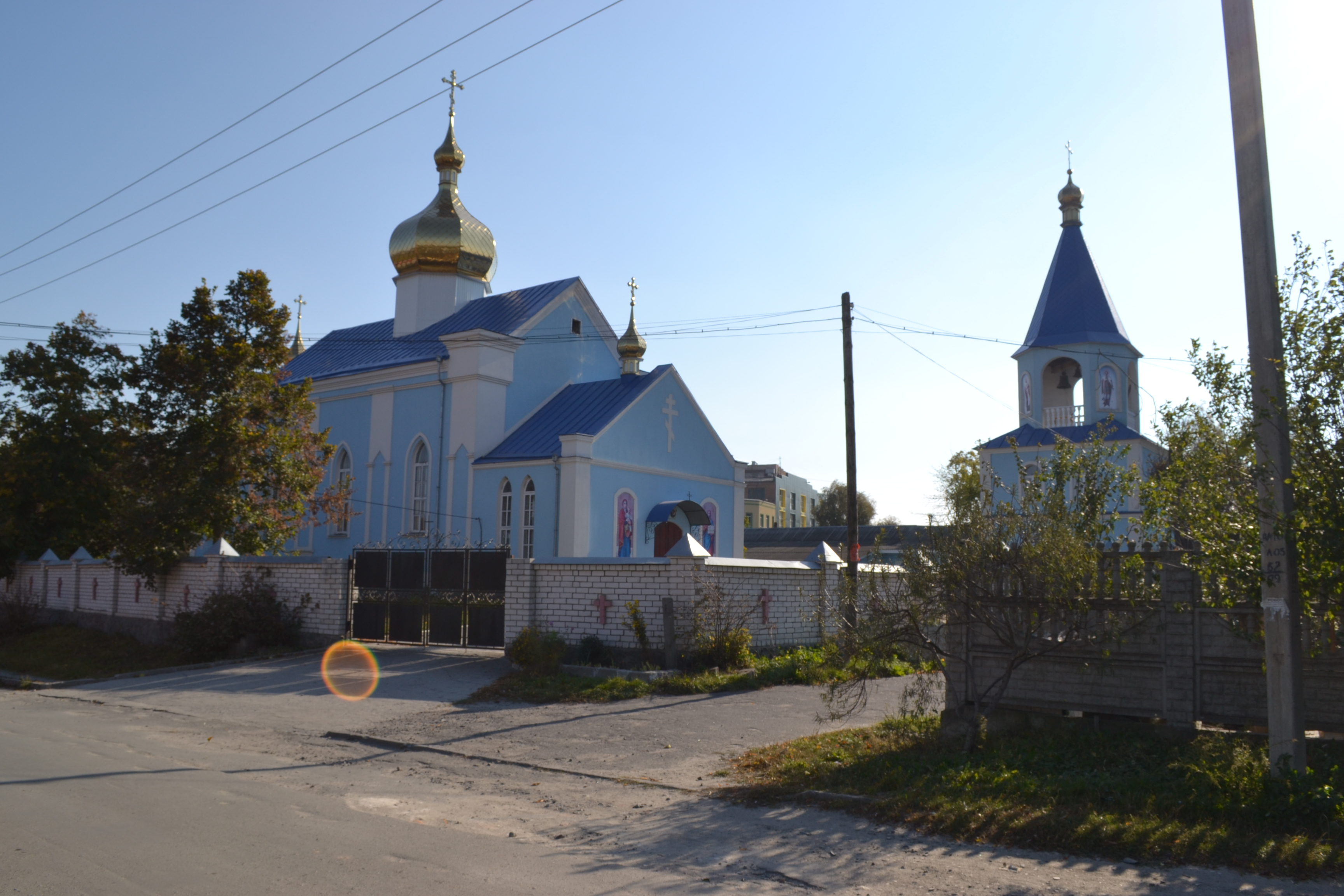
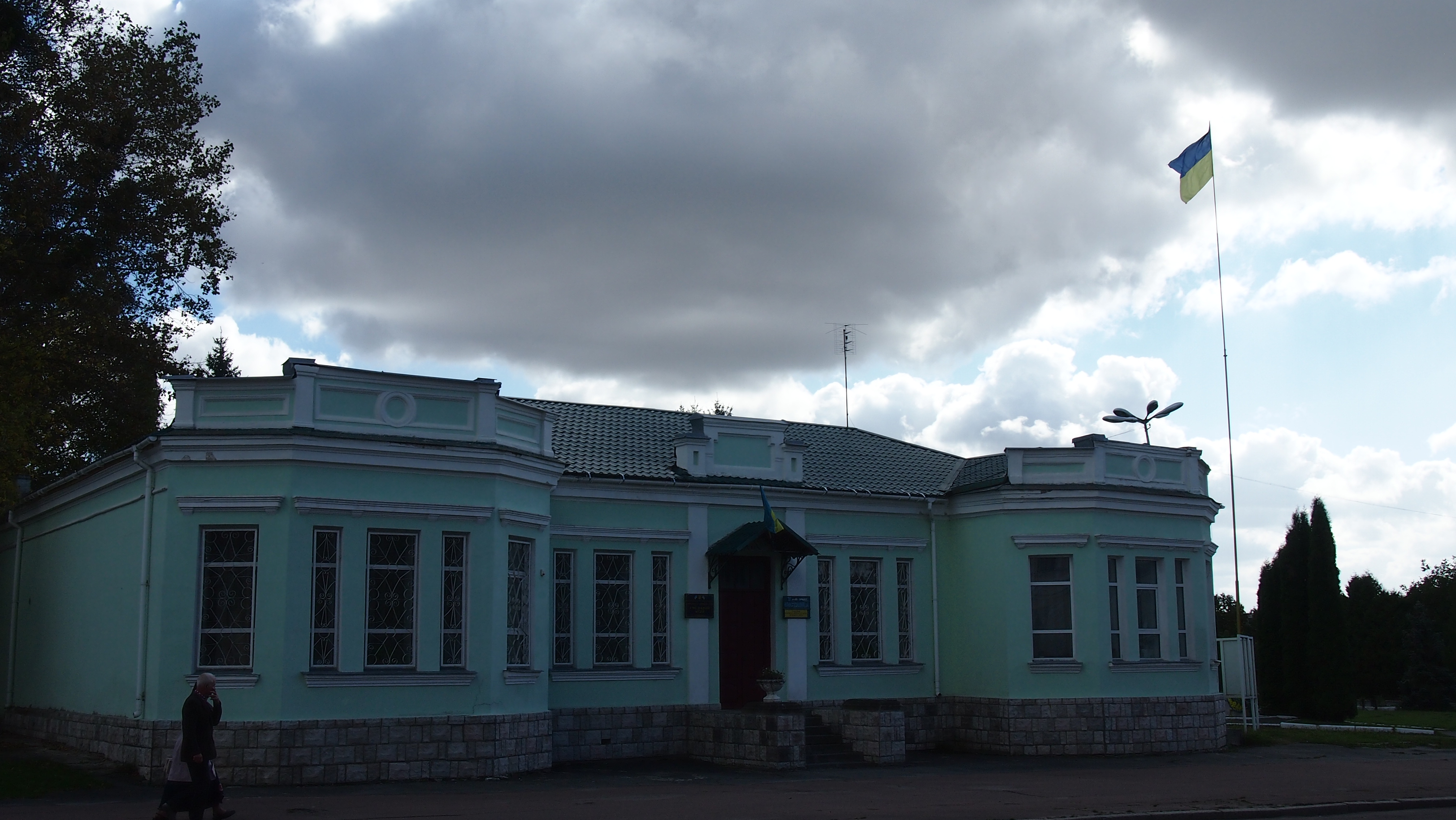
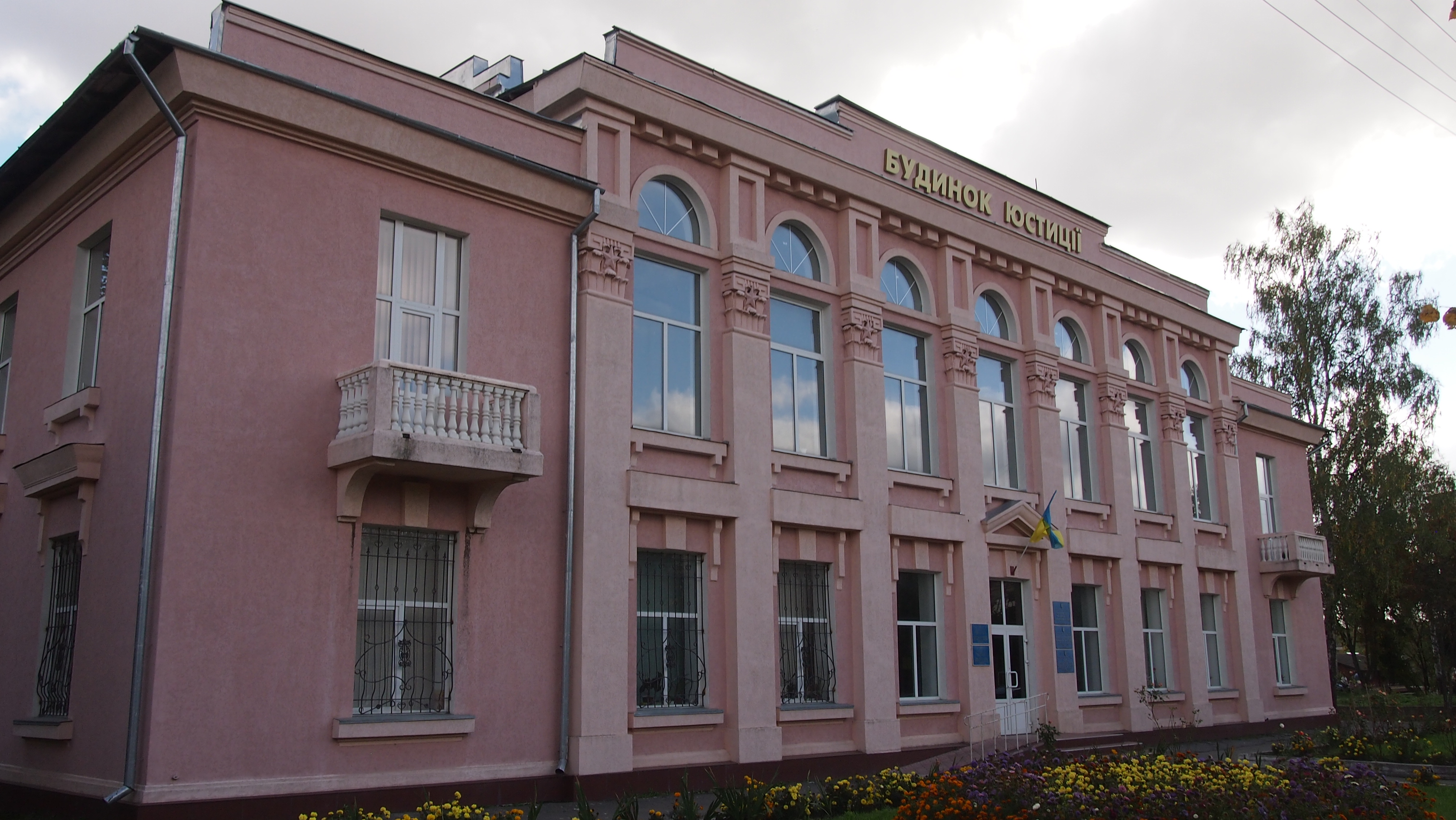
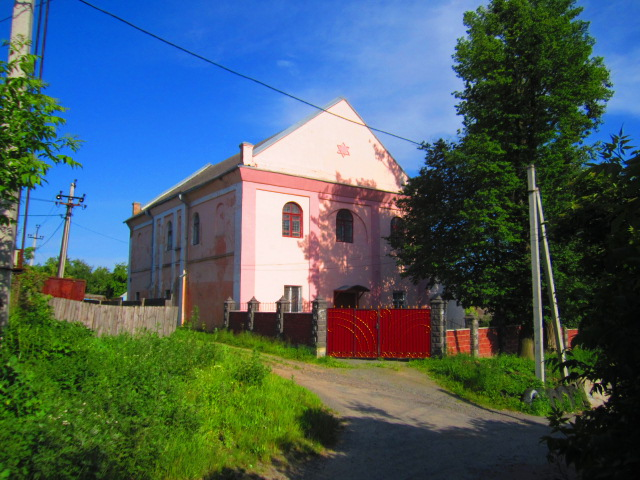
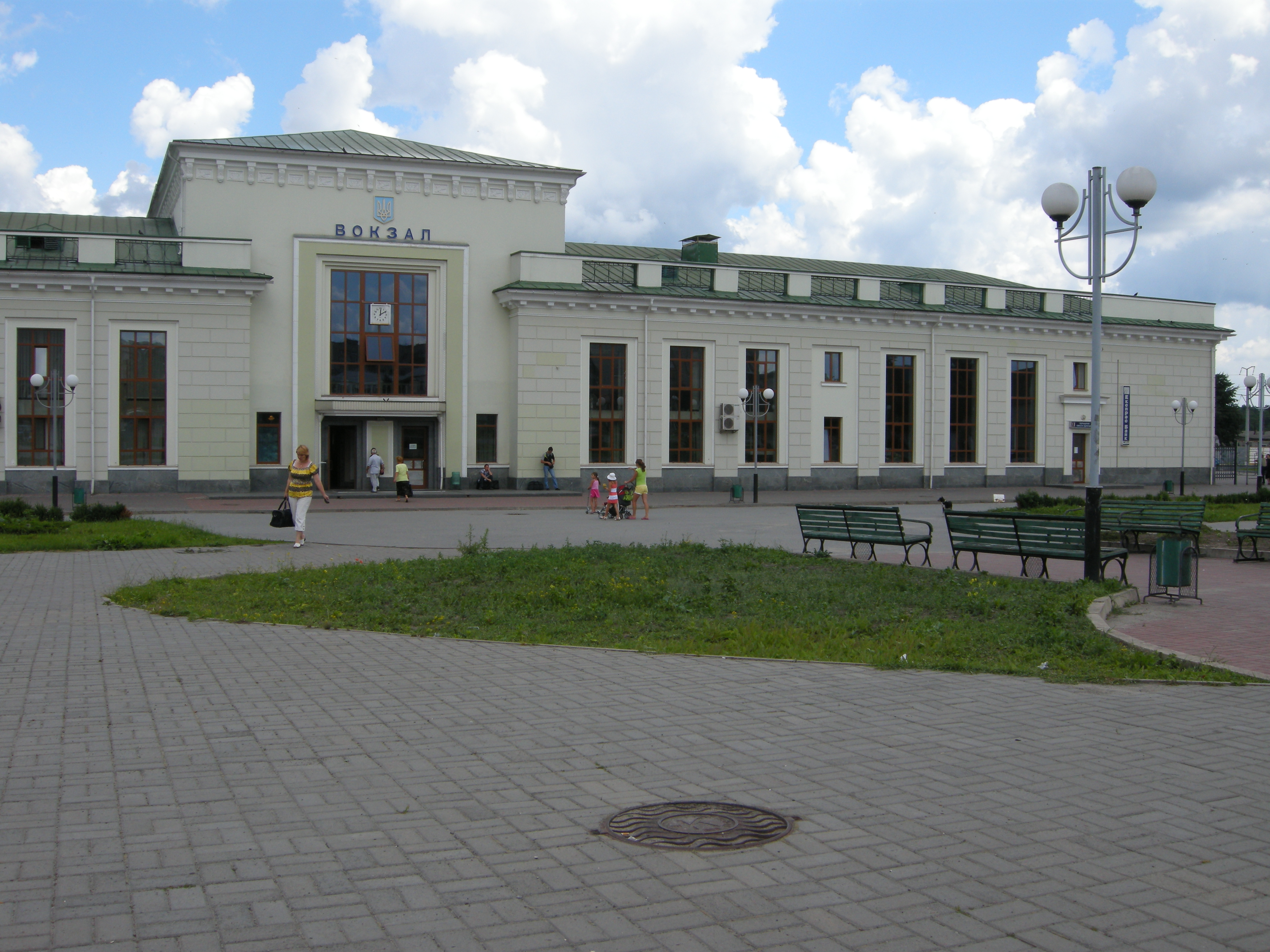
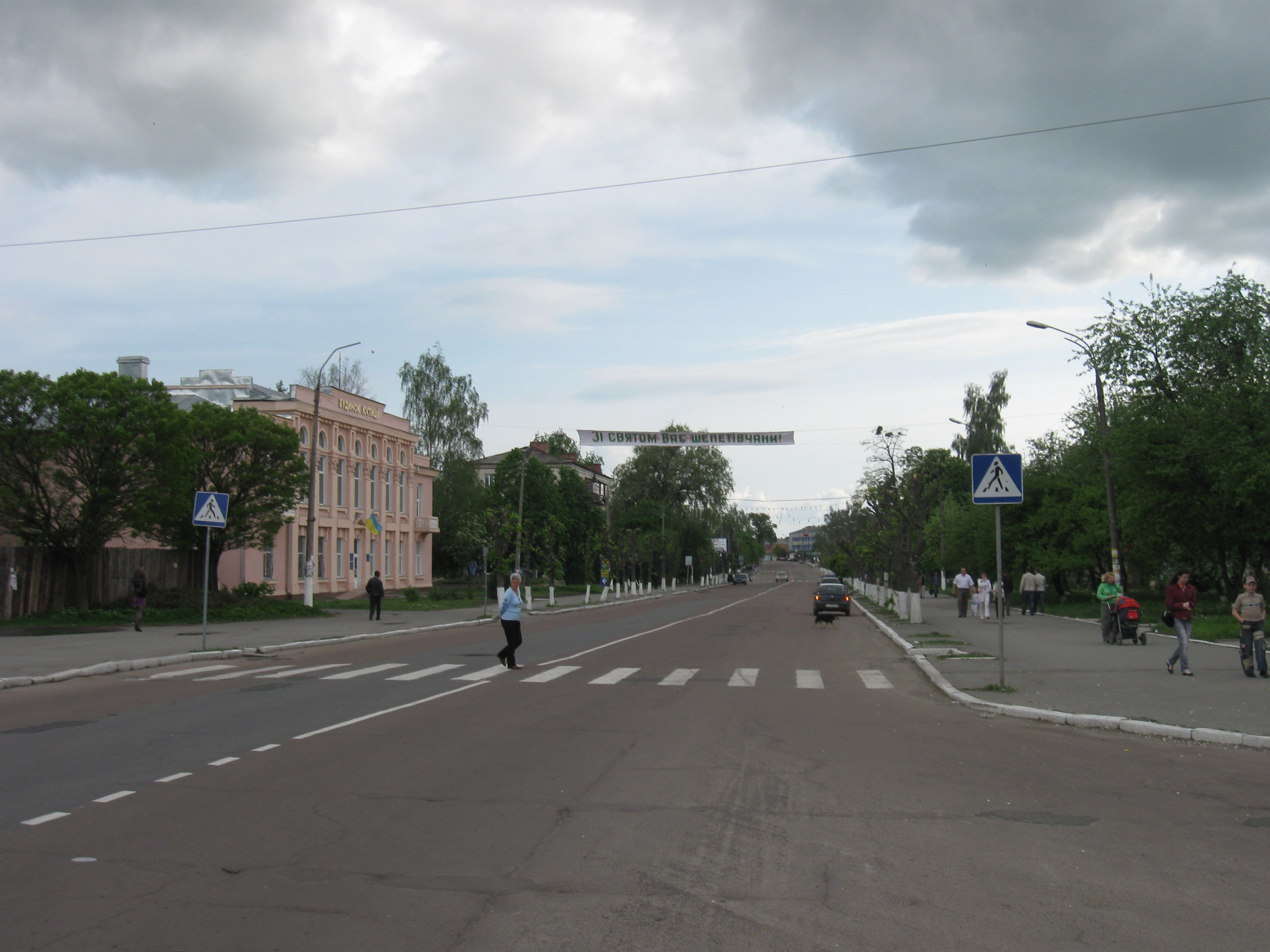
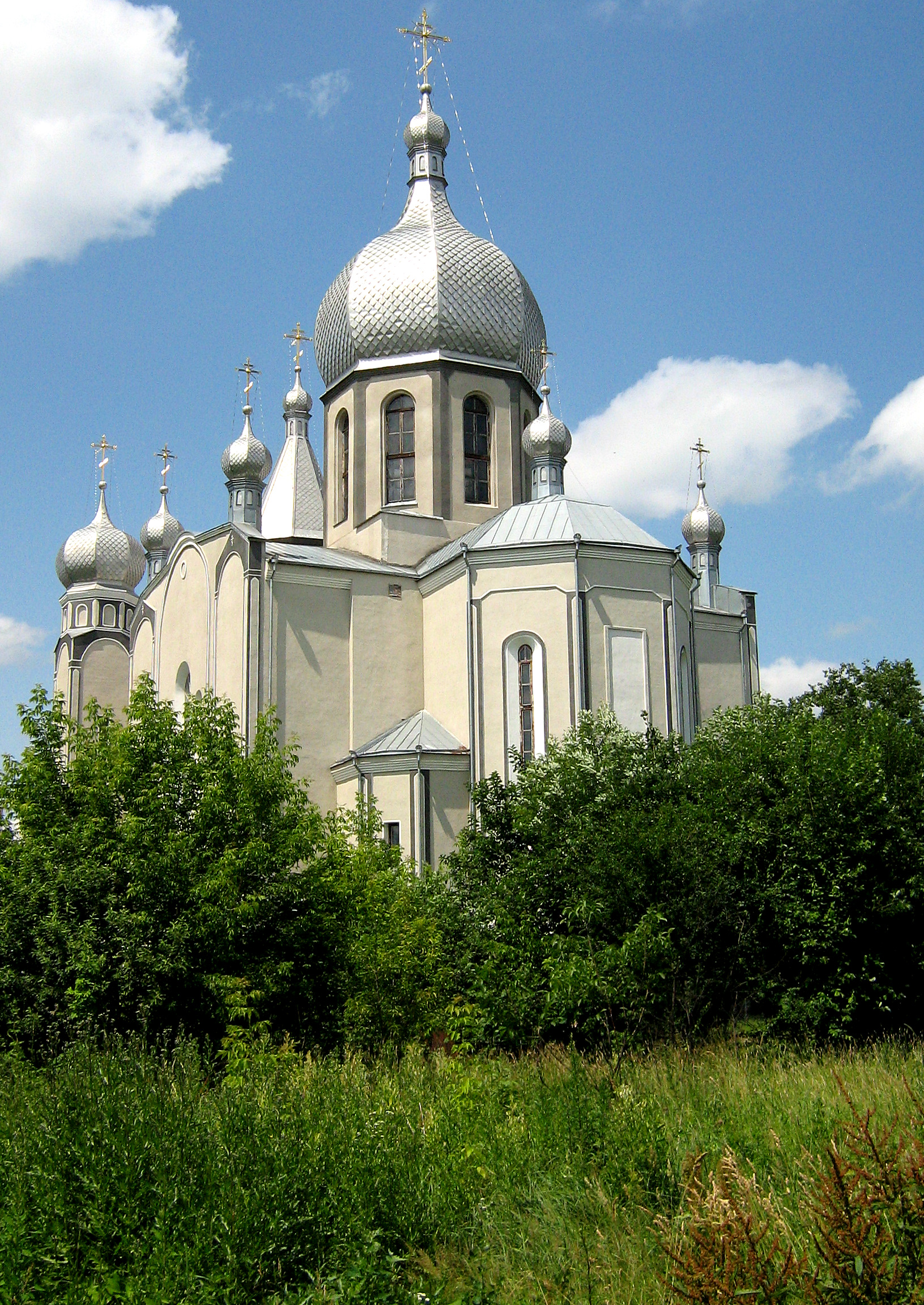
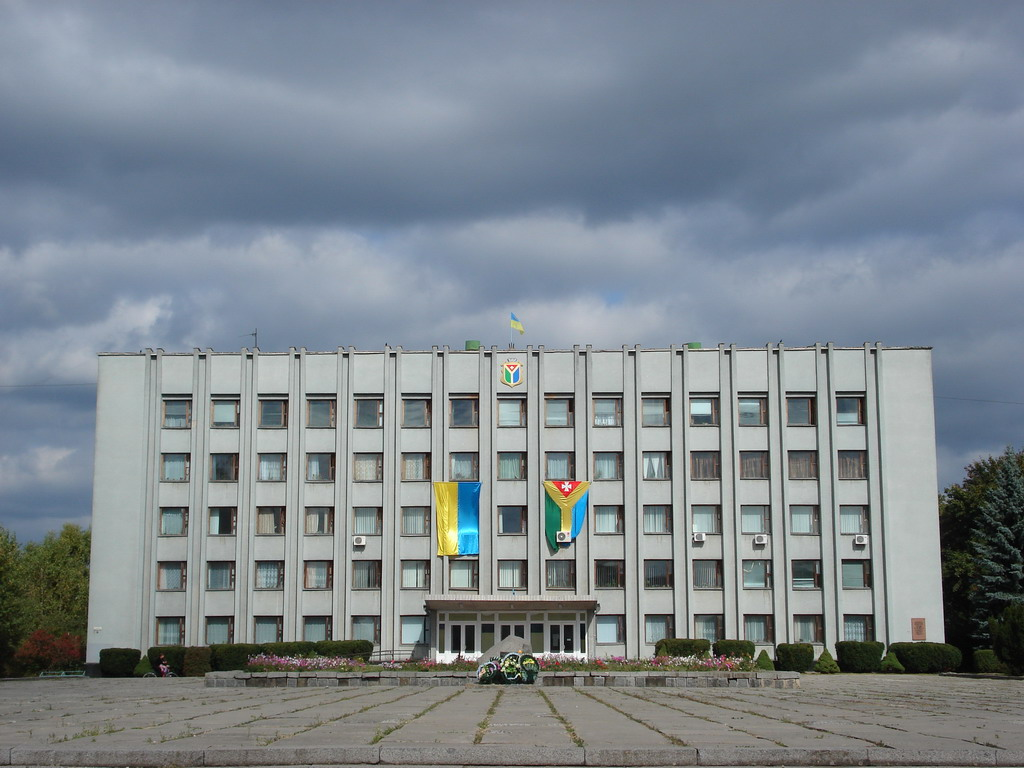
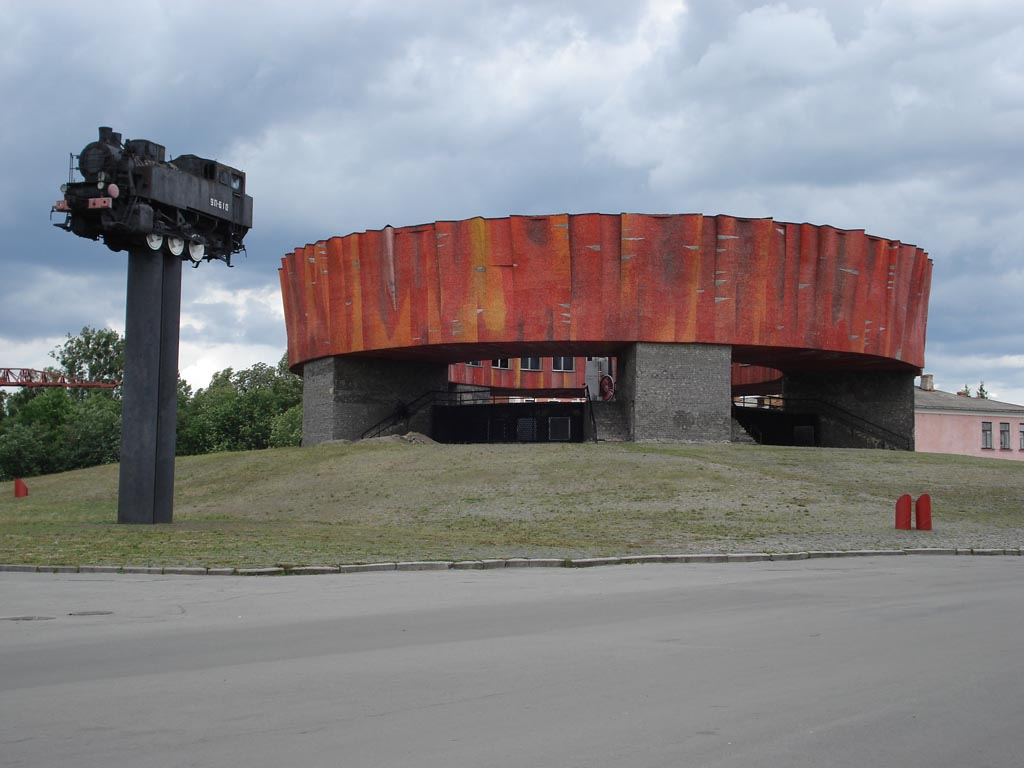
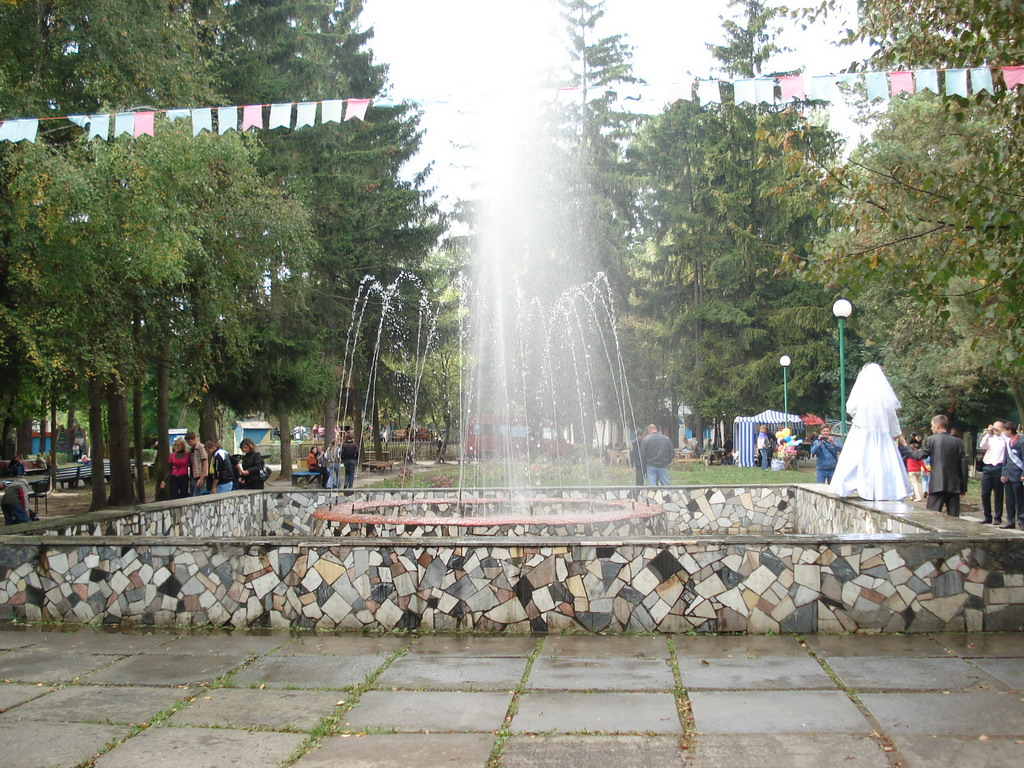